# 蓋塔爾山脈
74°21′S 63°27′W / 74.350°S 63.450°W
蓋塔爾山脈（英語：Guettard Range）是南極洲的山脈，位於帕爾默地，處於鮑曼半島西北部，從約翰斯頓冰川延伸至歐文冰川，長74公里、寬19公里，美國地質調查局根據測量和該國海軍的空中照片繪入地圖。